# Малый Баткат
Малый Баткат — упразднённая деревня на территории современного Баткатского сельского поселения Шегарского района Томской области России. 

## История
До 1924 года — в составе Томского уезда Томской губернии.
В 1926 году в составе Боборыкинского сельсовета Богородского района Томского округа Сибирского края.

## Известные жители
24 марта 1923 в деревне родился Николай Иванович Малков (1923—2001) — передовик советского сельского хозяйства, бригадир колхоза «К новым победам» Шегарского района Томской области, Герой Социалистического Труда (1966).

## Инфраструктура
Деревня в 1950 г. входила в состав колхоза «К новым победам» с центральной усадьбой в с. Баткат (в книге: Вдовина, Л. Т. Судьба земли Шегарской : сборник краеведческих очерков к 70-летию Шегарского района. — Томск-Мельниково : [Красное знамя], 2006). 

## Транспорт
Просёлочные дороги в Бобарыкино и в Дубровинский. Дорога существует на картах и после упразднения деревень